# AM Suisse Bildungszentrum Aarberg
Das AM Suisse Bildungszentrum Aarberg befindet sich in der Gemeinde Aarberg im Kanton Bern in der Schweiz. Es dient der beruflichen Grund- und Weiterbildung für die von den Fachverbänden des Arbeitgeberverbands AM Suisse betreuten Berufe in den Bereichen Landtechnik und Hufschmiede sowie des Metallbaus. Auf Stufe der beruflichen Grundbildung (Lehrabschluss) handelt es sich dabei um die Berufe Landmaschinenmechaniker EFZ, Baumaschinenmechaniker EFZ, Motorgerätemechaniker EFZ und Hufschmied EFZ sowie Metallbauer EFZ, Metallbaukonstrukteur EFZ, Metallbaupraktiker EBA.

## Geschichte
Auf Initiative des damaligen Schweizerischen Schmiede- und Wagnermeister-Verbandes (SSWV) wurde im Jahr 1968 am Aareweg in Aarberg ein verbandsinternes Ausbildungszentrum eingeweiht. Die neue Fachschule war gegründet worden, um dem Bedarf nach einem Ersatz für die aufgehobene Hufbeschlagsschule in Bern gerecht zu werden. In den neuen Räumlichkeiten fanden Schmiede-, Schweiss- und Lötkurse, Schulungen für Schmiede und Landmaschinenmechaniker sowie Lehrabschluss- und Meisterprüfungen statt.
Im Jahr 1972 fusionierte der SSWV mit dem Schweizerischen Metallbauverband SMV; bei dieser Fusion wurden die beiden Verbände sowie das Bildungszentrum in Aarberg in der Schweizerischen Metall-Union (SMU) zusammengefasst. Die Berufsgruppe der Wagner wurde dabei aus dem neuen Verband herausgelöst, womit diese auch die Nutzung der Fach- und Meisterschule in Aarberg beendeten. Dafür nahm an der Ausbildungsstätte die Bedeutung und Anzahl der Landmaschinenmechanikerlehrlinge in den Folgejahren stetig zu. Ab der Wende zum 21. Jahrhundert und vor allem ab 2013 nutzte vermehrt auch die Metallbaubranche das Bildungszentrum für ihre Ausbildungsbedürfnisse.
Anfang 2016 wurde die Schweizerische Metall-Union neu strukturiert und in AM Suisse umbenannt. Seither trägt die Bildungseinrichtung den offiziellen Namen AM Suisse Bildungszentrum Aarberg (BZA).

### Ausbauten und Erweiterungen
Um den steigenden Bedarf an Ausbildungsplätzen und Räumlichkeiten zu decken, wurde 1983 am Aareweg in Aarberg ein erster Erweiterungsbau fertiggestellt. Im Jahr 2002 bezog das Bildungszentrum einen Neubau im Gewerbegebiet Chräjeninsel in der gleichen Gemeinde. Am Standort Chräjeninsel erfolgten in den Jahren 2008, 2012 und 2018 weitere Ausbauten. Im Jahr 2026 ist die Fertigstellung eines Erweiterungsbaus geplant, in dem neben zusätzlichen Schulräumen auch die Beherbergungs- und Verpflegungsangebote untergebracht werden sollen.